# Перминов, Александр Романович
Александр Романович Перминов (10 июня 1901, с. Камень, Томская губерния,  Российская империя — 13 октября 1970, Москва, СССР) — советский военачальник, генерал-майор авиации (04.02.1944). Офицер ордена «Легион почёта» (США - 02.06.1944).

## Биография
Родился 10 июня 1901 года селе  Камень, ныне город Камень-на-Оби, Алтайского края. Член ВКП(б) с 1920 года.
В декабре 1921 года добровольно поступил на службу в РККА. Участвовал в  Гражданской войне, был ранен в ногу.  После окончания войны остался служить в РККА,  там же окончил  вечернюю среднюю школу,  сдал экстерном  курс военной школы, после чего продолжил службу на командных должностях.  В 1929 году принимал участие в конфликте на КВЖД. С 1933 года служил в ВВС (тогда большая группа общевойсковых и кавалерийских командиров была направлена на укрепление комсостава ВВС).  В 1939 году окончил Военную академию имени М. В. Фрунзе. В этом же году участвовал в Польском походе РККА в Западную Белоруссию. 22 февраля 1941 года «за  успехи и достижения в боевой, политической и технической подготовке частей и подразделений РККА» был награждён орденом Красной Звезды.
Начало Великой Отечественной войны подполковник  Перминов встретил в должности начальника штаба 14-й смешанной авиационной дивизии в городе Луцке. Дивизия вела боевые действия в составе ВВС 5-й армии Юго-Западного фронта. Ее полки прикрывали войска армии в оборонительных боях, ж.-д. узлы Луцк, Новоград-Волынск и Шепетовка, вели активную борьбу с авиацией противника. В первые же часы войны по аэродромам базирования дивизии авиация противника нанесла сильные бомбовые удары, в результате было потеряно 82 самолета. В дальнейшем оставшимися самолетами она в сложных условиях превосходства противника в авиации выполняла боевые задачи. К середине июля ее части совершили 1142 боевых самолето-вылета, в воздушных боях сбили 55 вражеских самолетов.
С июля 1941 года был Перминов назначен начальником штаба смешанной 15-й смешанной авиационной дивизии которая на тот момент была задействована в Киевской и Уманской  оборонительных операциях.  С середины августа 1941 года Перминов был назначен начальником оперативного отдела штаба ВВС Юго-Западного фронта  и одновременно с августа  1941 года временно исполнял обязанности комдива 15 САД, в связи с ранением её командира генерал-майора А. А. Демидова.  В октябре 1941 года, в ходе Донбасской операции был тяжело ранен и сам и. о. командира дивизии подполковник  Перминов. С декабря 1941 года, после лечения в госпитале, полковник Перминов назначен  заместителем начальника штаба - начальником оперативного отдела ВВС Юго-Западного фронта. На этой должности принимал участие в Курско-Обоянской, Барвенково-Лозовской и Харьковской операциях. За  боевые отличия  в начальном периоде войны  Перминов был награждён орденом Красного Знамени.
С 13 июня 1942 года, в связи с преобразованием ВВС Юго-Западного фронта в 8-ю воздушную армию, назначен начальником оперативного отдела штаба этой Воздушной Армии. Свой  боевой путь Армия  начала в оборонительных сражениях Юго-Западного фронта на полтавском, купянском и валуйско-россошанском направлениях. В Сталинградской битве в период оборонительного сражения и контрнаступления прикрывала с воздуха и поддерживала войска Юго-Восточного фронта, с 12 июля 1942 года Сталинградского фронта, вела бои за господство в воздухе, участвовала в воздушной блокаде окружённой вражеской группировки, осуществляла авиационную поддержку Сухопутных войск при разгроме котельниковской группировки противника. За  успешное применение авиации  в Сталинградской битве  Перминов был награждён вторым орденом Красного Знамени.
В начале  1943 года был назначен заместителем начальника Главного Управления боевой подготовки фронтовой авиации. 4 февраля 1944 года  Перминову было  присвоено звание генерал-майор авиации. В марте 1944 года Перминов назначен командиром, формирующейся  169-й авиабазы особого назначения в Полтаве. Советско-американская операция по созданию этой авиабазы получила название «Фрэнтик»,  её основной задачей была организация  в июне - сентябре 1944 года челночного движения американских бомбардировщиков в треугольнике Англия - Италия - Полтава, целью которой была задача массированных авиационных ударов по важным военным и промышленным объектам Германии и ее сателлитов. В рамках создания Базы  Перминов занимался строительством аэродромной и другой вспомогательной инфраструктуры,   приемкой грузов, поступавших и с нашей, и с американской стороны через Мурманск, Архангельск и Иран. Одновременно создавалась противовоздушная оборона: строились укрытия для солдат и офицеров, устанавливали зенитные орудия. С воздуха базу прикрывала 310-я авиационно-истребительная дивизия ПВО. Руководителем американского персонала на базе стал генерал  Альфред Кесслер (Alfred Kessler).
2 июня 1944 года База под командованием Перминова приняла первых «челноков»; 750 самолетов 15-й воздушной армии США бомбили военные объекты в Восточной Европе. Большая часть самолетов, отбомбившись, вернулась на базу в Италию, а 127 бомбардировщиков Б-17 в сопровождении истребителей во главе с командующим 15-й воздушной армией генералом Эккером приземлились на 169-й авиабазе.  Посадка проходила организованно, в хорошем темпе. Авария случилась только у одного бомбардировщика: надломилась стойка шасси, перебитая зенитным снарядом. Всего за период существования авиабазы  было принято,   обслужено и подготовлено к вылетам 1030 американских самолетов, в том числе 529 «Летающих крепостей», 395 «Мустангов», 106 «Лайтнингов». За 18 рейдов совершено 2207 самолето-вылетов , на объекты противника сброшено 1955 тонн авиабомб. Удары подверглись 12 важным объектам в глубоком тылу противника, в воздушных боях уничтожены по меньшей мере 100 немецких самолетов, на земле — более 60. Самолеты-разведчики выполнили 117 боевых вылетов и сфотографировали 174 цели. За организацию воздушных операций ВВС США  с советских аэродромов Перминов был награждён     орденом Кутузова 2-й степеней и американским орденом «Легион почёта» степени офицера.
В конце  1944 года, передав руководство базой своему заместителю, Перминов был переведен на должность старшего помощника Генерал-инспектора ВВС Красной Армии, в которой оставался до конца своей службы. 22 марта 1948 года генерал-майор авиации Перминов был уволен в запас. Проживал в Москве.
Умер  13 октября 1970 года в Москве и похоронен на Новодевичьем кладбище.

## Награды
- орден Ленина (30.04.1947)[5][6]
- три ордена Красного Знамени (12.02.1942[7],  03.02.1943[8], 03.11.1944[6][9])
- орден Кутузова II степени (23.02.1945)[10]
- два ордена Красной Звезды (22.02.1941[5],  28.10.1967[11])
- медали в том числе:
  - «XX лет Рабоче-Крестьянской Красной Армии» (1938)[10]
  - «За оборону Сталинграда» (1943)[5]
  - «За оборону Киева» (1962)[5]
  - «За победу над Германией в Великой Отечественной войне 1941—1945 гг.» (20.06.1945)[12]
  - «За победу над Японией» (1946)[5]